# Diogo Morgado
Diogo Miguel Morgado Soares (Lissabon, 17 januari 1981) is een Portugees acteur.

## Carrière
Morgado begon op veertienjarige leeftijd zijn carrière als model. Op zestienjarige leeftijd begon hij zijn acteercarrière. Zijn internationale doorbraak was in 2008 met de Braziliaanse televisieserie Revelação.
In 2013 speelde hij de rol van Jorge Velez in de Amerikaanse televisieserie Revenge. Hetzelfde jaar vertolkte hij ook de rol van Jezus Christus in de Amerikaanse miniserie The Bible.
In 2013 stemde Diogo ermee in om zijn rol als Jezus Christus opnieuw op zich te nemen in de Amerikaanse dramafilm Son of God, een filmversie van de miniserie The Bible. De film werd uitgebracht in 2014.
In 2015 en 2016 speelde Morgado de rol van Miguel Vega in de Amerikaanse politieserie CSI: Cyber. Hij speelde in 2018 (seizoen 2) de rol van in Carlos de Amerikaanse actie-avonturenserie MacGyver.
In 2021 speelde Morgado de rol van Monsignor Delgarde in de Amerikaanse horrorfilm The Unholy.

## Privéleven
Morgado heeft een relatie met Cátia Oliveira. Ze hebben samen twee zonen, Santiago (2009) en Afonso (2016).